# Polyrhachis elii
Polyrhachis elii é uma espécie de formiga do gênero Polyrhachis, pertencente à subfamília Formicinae.